# Vratimov
Vratimov (německy Rattimau, polsky Racimów) je město v okrese Ostrava-město v Moravskoslezském kraji. Žije zde přibližně 7 400 obyvatel. Charakter města se v průběhu století značně změnil. Zásadní změnu přinesla výstavba továrny na celulózu v osmdesátých letech 19. století a rozvoj ostravského průmyslu.

## Geografie

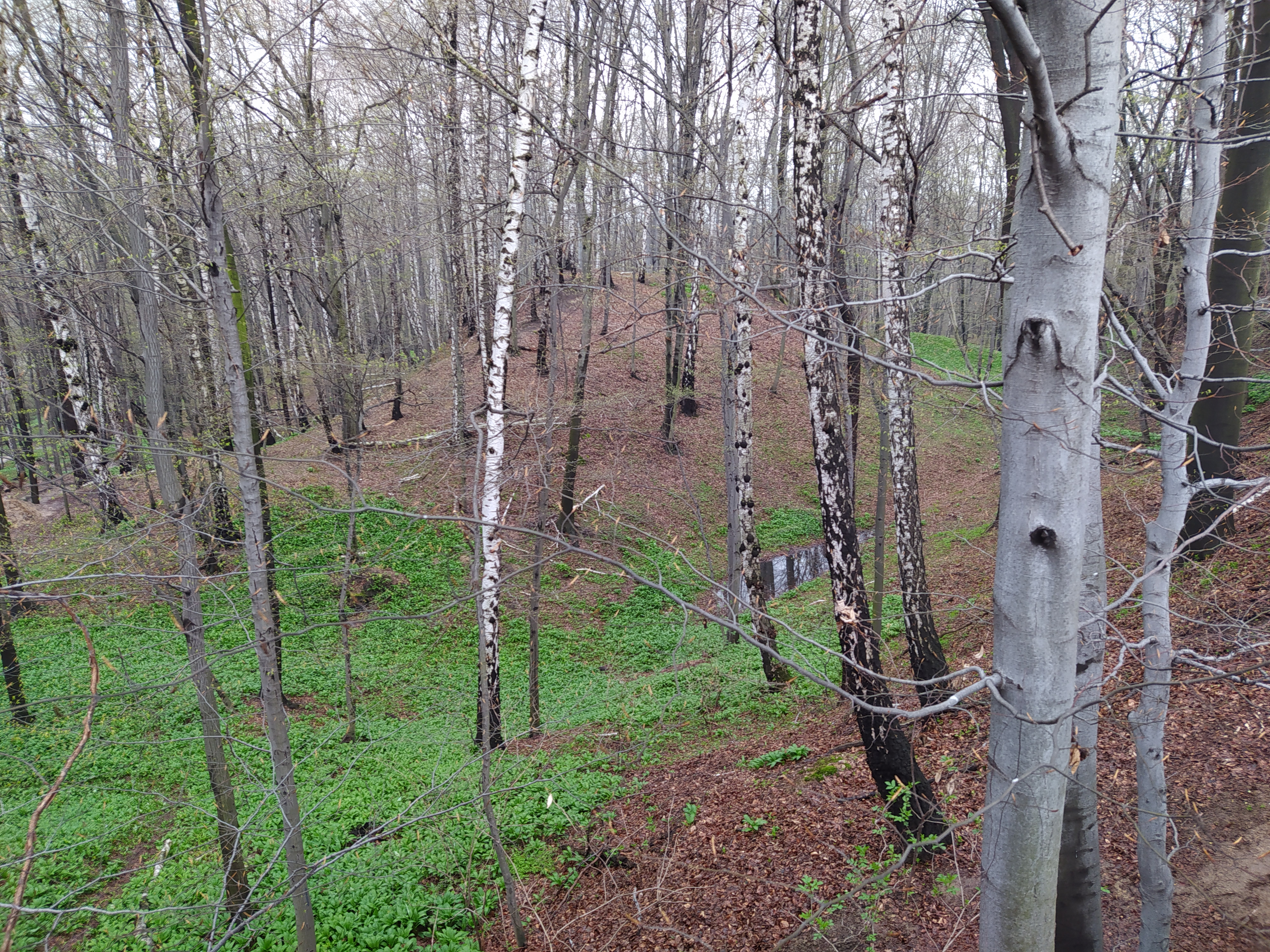
Hrádek Zaryje

Současný Vratimov patří svou rozlohou 14,2 km² ke středně velkým obcím do okresu Ostrava-město. Polohou patří město do Ostravské pánve a rozkládá se po obou stranách historické zemské hranice Moravy a Slezska. Většina území města leží ve Slezsku, ale menší západní část katastru včetně části zástavby leží na Moravě. Území lze charakterizovat jako plochou pahorkatinu, která v západní části kolem řeky Ostravice dosahuje nejníže položených míst 236 metrů. Sousedními obcemi sídla jsou Sedliště, Václavovice, Šenov, Ostrava a Řepiště.

## Název
Jméno sídla bylo odvozeno od osobního jména Ratim nebo Vratim, které vzniklo buď zkrácením jména Ratimír/Vratimír nebo ze sloves ratiti („bojovat“), případně vratiti („zahánět“). Jméno vsi původně označovalo „Ratimův/Vratimův majetek“.

### Historie názvu města
Jméno se v historických podkladech zaznamenává takto:
- 1305 Wrothimow (Praskova pozůstalost ve Statním archívu v Opavě)
- 1598 na Vratimově (Zemské desky opavské 426)
- 1688 in pago Ratimov, tj. „ve vsi Ratimov“ (vizitační zprávy 564)
- 1736 Ratimow (na otisku Komenského Mapy Moravy)
- 1761 Ratimov (na titulním listě urbáře; Turek, soupis urbářů Severomoravského kraje, str. 69)
- 1808 Rattimow (úřední lexikony)
- 1885 Ratimov (úřední lexikony)
- 1894 Rattimau, Ratímov (!) (úřední lexikony)
- 1906 Rattimau, Ratimov (úřední lexikony)
- 1924 Vratimov (úřední lexikony)

## Historie

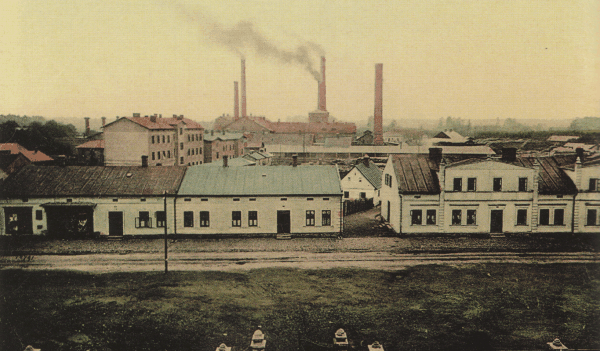
Vratimov – továrna na celulózu v roce 1910

Vratimov vznikl v době kolonizace Těšínska v druhé polovině 13. století. Jeho založení souvisí s kolonizační činnosti feudála Jana Baruta, pocházejícího ze starého šlechtického rodu Barutů, původně z Lužice.
V jižní části katastru Vratimova se nachází pozůstatky malého hrádku Zaryje ze 13. století.
První písemná zmínka o Vratimově pochází z roku 1305. V 17. století existoval ve Vratimově dům Jednoty bratrské.
Město bylo během druhé světové války osvobozeno Rudou armádou dne 1. května 1945.
Životní prostředí města a okolí bylo v minulosti negativně ovlivněno blízkostí ostravské průmyslové oblasti.
Do konce roku 2006 spadal Vratimov do okresu Frýdek-Místek, od začátku roku 2007 jsou součástí okresu Ostrava-město.

## Obyvatelstvo
| Rok            | 1869  | 1880  | 1890  | 1900  | 1910  | 1921  | 1930  | 1950  | 1961  | 1970  | 1980  | 1991  | 2001  | 2011  | 2021  |
| -------------- | ----- | ----- | ----- | ----- | ----- | ----- | ----- | ----- | ----- | ----- | ----- | ----- | ----- | ----- | ----- |
| Počet obyvatel | 1 398 | 1 747 | 2 236 | 2 951 | 3 318 | 3 227 | 3 785 | 3 478 | 7 338 | 7 721 | 7 706 | 6 791 | 6 456 | 6 742 | 7 261 |
| Počet domů     | 207   | 251   | 271   | 288   | 307   | 315   | 452   | 614   | 1 065 | 1 165 | 1 216 | 1 270 | 1 323 | 1 590 | 1 875 |

## Městská správa

### Části města
Město se skládá ze dvou částí:
- Horní Datyně
- Vratimov

### Znak města
Usnesením rady městského národního výboru z 30. ledna 1968 byl schválen znak podle návrhu akad. malíře Miroslava Karpaly, symbolizující těžký průmysl (kolo), papírny (bílý čtverec – list papíru) a zemědělství (radlice).

### Vlajka města
Vlajka byla městu udělena rozhodnutím předsedy Poslanecké sněmovny Parlamentu České republiky dne 19. ledna 1995.

## Občanská vybavenost
Dopravní obslužnost je zajištěna autobusy Dopravního podniku Ostrava a vlaky Českých drah ze stanice Vratimov. Okolí řeky Ostravice je hojně využíváno k relaxaci, a to i občany ze širokého okolí.
Ve Vratimově existuje poměrně rozsáhlá síť zařízení sloužících občanům ke zdokonalení fyzických a duševních schopností. Kromě kulturního střediska působí ve městě knihovna a svou činnost vyvíjí Dům dětí a mládeže a řada zájmových a společenských sdružení či spolků. V oblasti tělovýchovy slouží občanům areál, skládající se z otevřeného stadionu, koupaliště, tenisových kurtů, herny stolního tenisu, dále sokolovna s volejbalovým hřištěm, tenisová hala a v zimě kluziště. K relaxaci občanů přispívá i prostředí příměstského lesa Důlňák a cyklostezky u řeky Ostravice.